# نقاش

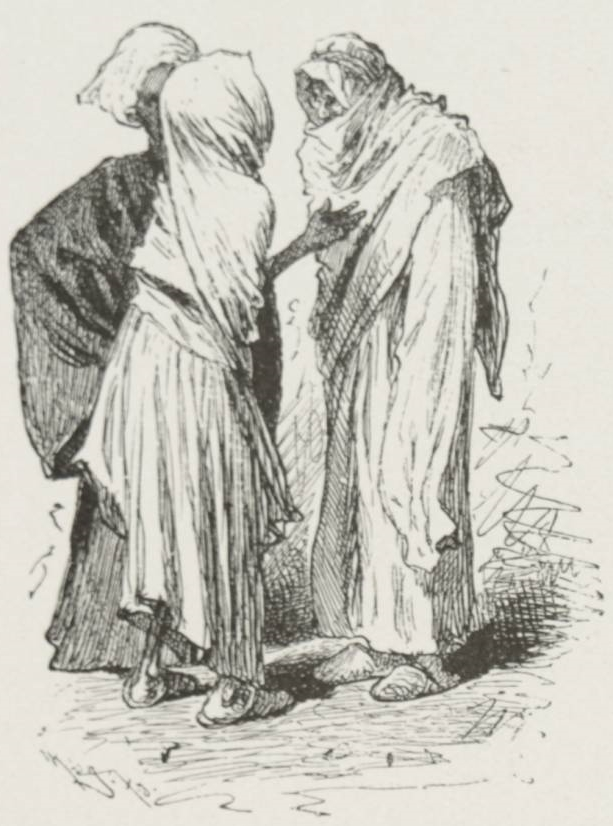
مصريون يتناقشون 1878م

النقاش شكل من أشكال التواصل والتفاعل العفوي بين شخصين أو أكثر، ويتم وفق قواعد آداب معينة، ويُدرج ضمن علم الاجتماع الذي يدرس هيكل وتنظيم التفاعل الإنساني، لكنه يركز بشكل أكثر تحديدا على التخاطب.

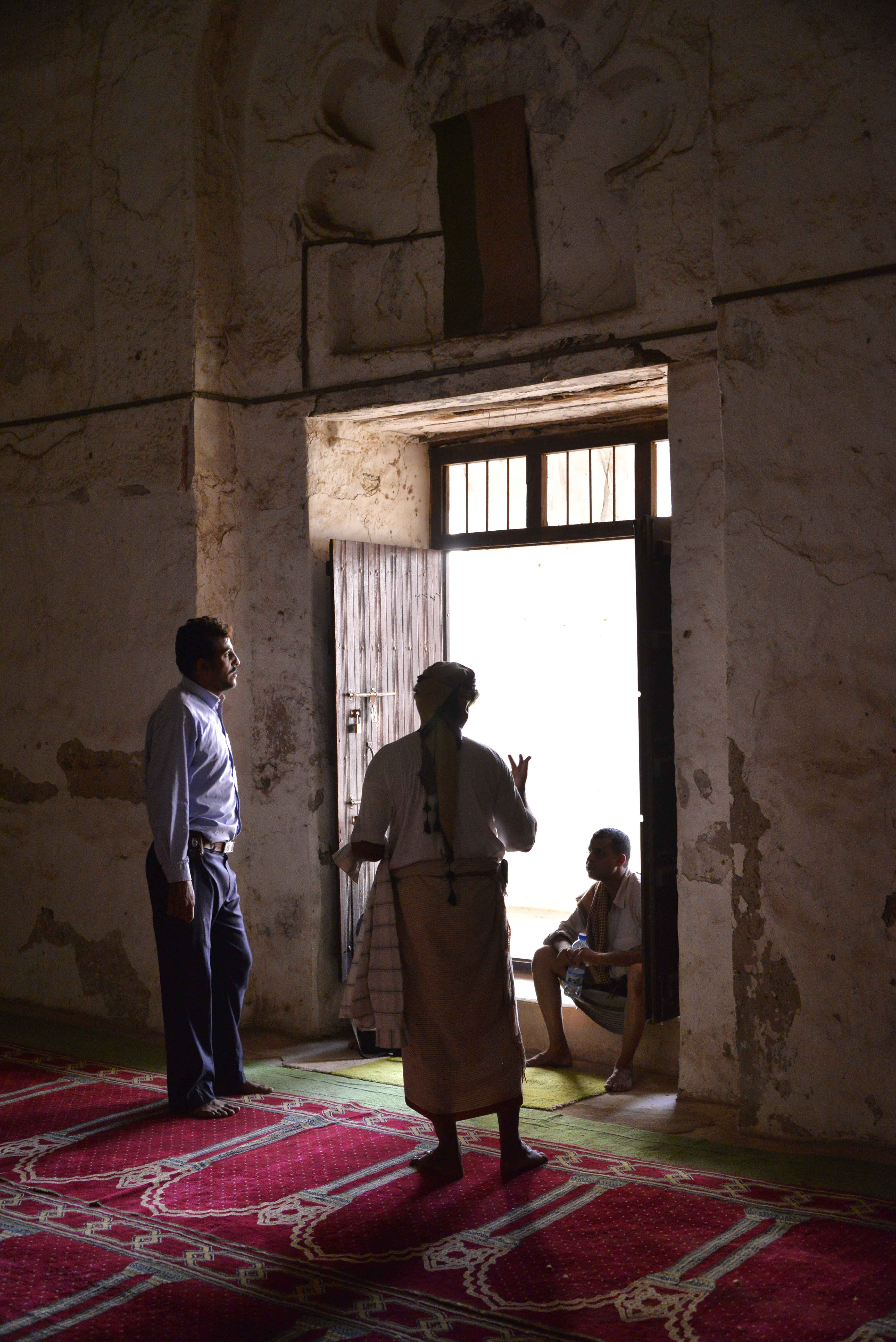
نقاش عند مدخل مبنى في اليمن

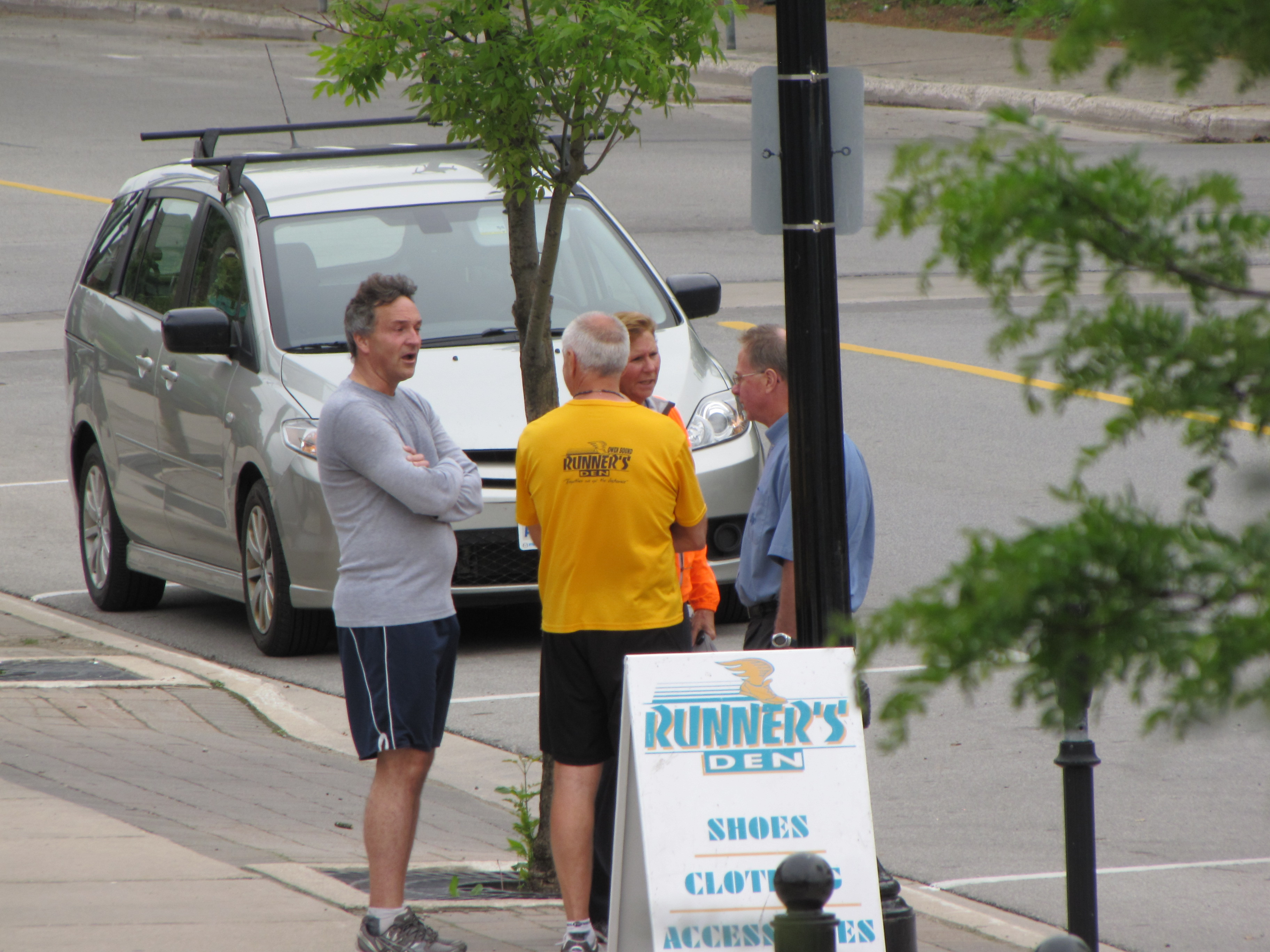
نقاش على رصيف في كندا

## آدابه وأصوله
للنقاش النافع آداب مشترطة بين الأطراف المتحاورة منها :
1. حسن الاستماع
2. احترام جميع الآراء بغض النظر عن الشخصية
3. نقد الرأي لا يكون من باب اكتساب الشهرة وإثارة الجدل
4. لا يكون فيه تعدي على أشخاص أو منظمات أو سلطات
5. لا يكون فيه أي تعصب  أو تحيز تجاه الأفكار والآراء
6. الالتزام بآداب الحديث
7. استخدام التفكير العقلاني والمنطقي
8. دعم الأفكار المطروحة بدلائل
9. عدم المناقشة في مجالات خارج نطاق المعرفة الشخصية.[1]

## فوائده
1. اكتساب المعارف
2. إكتساب التواضع
3. حل المشكلات
4. مشاركة الأفكار.
5. الاطمئنان إلى الصواب #[2]

## أنواعه
1. استنتاجي: يهدف إلى استنتاج آراء وأفكار عن موضوع ما، ويكون له نتائج محددة.
2. تأملي: يهدف إلى تحليل الأفكار وتقويمها حول موضوع ما، وليس له نتائج محددة.
3. استقصائي: يهدف إلى جمع المعلومات وتحليلها حول موضوع ما، ويستخدم فيه التفكير الناقد بالدرجة الأولى.
4. استكشافي: يهدف إلى البحث حول موضوعات جدلية، للوصول إلى سلبيات أو إيجابيات سلوكيات معينة.[2]